# Pierre Blondiaux
Pierre Auguste Blondiaux, francoski veslač, * 20. januar 1922, Pariz, Francija, † 14. april 2003, Nica, Alpes-Maritimes, Francija.
Blondiaux je za Francijo nastopil na Poletnih olimpijskih igrah 1952 v Helsinkih kot član četverca brez krmarja, ki je tam osvojil srebrno medaljo.